# Флореа Думитраке
Флореа Думитраке (рум. Florea Dumitrache; 22. мај 1948 — 26. април 2007) био је румунски фудбалер.

## Биографија
Рођен је у Букурешту. Играо је на позицији нападача. Дебитовао је 1966. године за Динамо Букурешт. У Динаму је провео дванаест сезона, освајајући титуле у првенству 1971, 1973 и 1975, а трофеј Купа Румуније 1968. године. Био је најбољи стрелац Дивизије А 1969. са 22 поготка, а 1971. поново је био најбољи стрелац са 15 постигнутих голова. Током утакмице у Купу УЕФА 1982. године против Сарајева, Думитраке је главом удрио судију Ђанфранка Менегала у уста. Као резултат тога, изречена му је максимална седмогодишња суспензија неиграња у свим такмичењима под покровитељством УЕФА.
Думитраке је одиграо 31 утакмицу и постигао 15 голова за румунску репрезентацију. Био је учесник Светског првенства 1970. године, постигаао је два гола. 

### Голови за репрезентацију
Голови Думитракеа у дресу са државним грбом.
| #  | Датум         | Место       | Противник       | Гол | Резултат | Такмичење                       |
| -- | ------------- | ----------- | --------------- | --- | -------- | ------------------------------- |
| 1  | 23. 11. 1968. | Букурешт    | Швајцарска      | 1–0 | 2–0      | Кв. за Светско првенство 1970.  |
| 2  | 15. 1. 1969.  | Лондон      | Енглеска        | 1–1 | 1–1      | Пријатељска                     |
| 3  | 16. 4. 1969.  | Пиреј       | Грчка           | 1–1 | 2–2      | Кв. за Светско првенство 1970.  |
| 4  | 16. 4. 1969.  | Пиреј       | Грчка           | 2–2 | 2–2      | Кв. за Светско првенство 1970.  |
| 5  | 6. 6. 1970.   | Гвадалахара | Чехословачка    | 2–1 | 2–1      | Светско првенство 1970.         |
| 6  | 10. 6. 1970.  | Гвадалахара | Бразил          | 1–2 | 2–3      | Светско првенство 1970.         |
| 7  | 11. 10. 1970. | Букурешт    | Финска          | 1–0 | 3–0      | Кв. за Европско првенство 1972. |
| 8  | 11. 10. 1970. | Букурешт    | Финска          | 2–0 | 3–0      | Кв. за Европско првенство 1972. |
| 9  | 6. 5. 1973.   | Тирана      | Албанија        | 2–0 | 4–1      | Кв. за Светско првенство 1974.  |
| 10 | 6. 5. 1973.   | Тирана      | Албанија        | 3–0 | 4–1      | Кв. за Светско првенство 1974.  |
| 11 | 27. 5. 1973.  | Букурешт    | Источна Немачка | 1–0 | 1–0      | Кв. за Светско првенство 1974.  |
| 12 | 14. 10 1973.  | Букурешт    | Финска          | 5–0 | 9–0      | Кв. за Светско првенство 1974.  |
| 13 | 14. 10. 1973. | Букурешт    | Финска          | 7–0 | 9–0      | Кв. за Светско првенство 1974.  |
| 14 | 23. 7. 1974.  | Констанца   | Јапан           | 1–0 | 4–1      | Пријатељска                     |
| 15 | 23. 7. 1974.  | Констанца   | Јапан           | 2–0 | 4–1      | Пријатељска                     |

## Успеси
- Прва лига Румуније: 1970/71, 1972/73, 1974/75.
- Куп Румуније: 1968.